# Polymer
Polymer — бесплатная библиотека JavaScript с открытым исходным кодом для создания веб-приложений с использованием технологии Web Components. Данная библиотека разрабатывается командой Google и добровольцами GitHub.
Библиотека используется Google во многих своих сервисах, например, YouTube, YouTube Gaming, Google Earth (с 2017 года), Google I/O (в 2015 и 2016 годах), Google Play Music, Google Sites и Allo.

## История
Публичная разработка Polymer началась в ноябре 2013 года с выпуска Promises Polyfill. Первоначально предполагалось, что основные компоненты охватят общую функциональность, которая будет необходима для большинства веб-сайтов, в то время как компоненты Paper будут предназначены для предоставления более специализированных компонентов с концепциями материального дизайна, составляющими ключевую часть дизайна. Важная веха была достигнута с выпуском версии 0.5, которая считалась первой версией проекта, готовой к использованию пользователями.
Google продолжал пересматривать дизайн Polymer после выпуска версии 0.5, уделяя особое внимание проблемам с производительностью, обнаруженными рядом разработчиков. Это привело к выпуску Polymer 1.0 в 2015 году, которая стала первой «готовой к использованию» версией библиотеки. Версия 1.0 значительно улучшила производительность Polymer, сократив время загрузки до 7 раз.

## Функции
Polymer предоставляет ряд функций по сравнению с обычными веб-компонентами:
- Упрощенный способ создания кастомных элементов
- Как односторонняя, так и двусторонняя привязка данных
- Условные и повторяющиеся шаблоны

## Элементы
Polymer 1.0
```
<!-- Загрузка базовой функции Polymer -->

<
link
 
rel
=
"import"
 
href
=
"bower_components/polymer/polymer.html"
>

<!-- Создание элемента my-element -->

<
dom-module
 
id
=
"my-element"
>

  
<
template
>

    
<
style
>

        
/* Локальный DOM CSS стиль */

    
</
style
>

    
<!-- Локальный DOM -->

    Hello {{name}}!

  
</
template
>

  
<
script
>

    
// Регистрация элемента ( Спецификация Custom Elements v0 )

    
Polymer
({

        
is
:
 
'my-element'
,

        
properties
:
 
{

            
name
:
 
{
            
// Название параметра

                
type
:
 
String
,
  
// Тип параметра

                
value
:
 
'World'
 
// Значение параметра

            
}

        
},

        
ready
:
 
function
 
()
 
{

            
// Конструктор

        
},

        
attached
:
 
function
 
()
 
{

            
// Компонент вызван ( Добавлен в DOM )

        
},

        
detached
:
 
function
 
()
 
{

            
// Компонент удален из DOM

        
}

    
});

  
</
script
>

</
dom-module
>

```

Polymer 2.0
```
<!-- Загрузка базового класса Polymer.Element -->

<
link
 
rel
=
"import"
 
href
=
"bower_components/polymer/polymer-element.html"
>

<!-- Создание элемента my-element -->

<
dom-module
 
id
=
"my-element"
>

    
<
template
>

        
<
style
>

            
/* Локальный DOM CSS стиль */

        
</
style
>

        
<!-- Локальный DOM -->

        Hello {{name}}!

    
</
template
>

    
<
script
>

        
// Класс элемента MyElement наследуется от Polymer.Element

        
class
 
MyElement
 
extends
 
Polymer
.
Element
 
{

            
/*

             * Возвращает имя компонента

             * @return String Имя компонента

             */

            
static
 
get
 
is
 
()
 
{
 
return
 
'my-element'
;
 
}

            
/* 

             * Возвращает конфигурационные данные компонента

             * @return Object Конфигурация

             */

            
static
 
get
 
config
 
()
 
{

                
return
 
{

                    
properties
:
 
{

                       
name
:
 
{
            
// Название параметра

                           
type
:
 
String
,
  
// Тип параметра

                           
value
:
 
'World'
 
// Значение параметра

                       
}

                    
}

                
};

            
}

            
/*

             * Конструктор 

             */

            
constructor
 
()
 
{

                
// Вызов конструктора в родительском классе

                
super
();

            
}

            
/*

             * Компонент вызван ( Добавлен в DOM )

             */

            
connectedCallback
 
()
 
{

                
super
.
connectedCallback
();

            
}

            
/*

             * Компонент удален из DOM

             */

            
disconnectedCallback
 
()
 

                
super
.
disconnectedCallback
();

            
}

        
}

        
// Регистрация элемента ( Спецификация Custom Elements v1 )

        
customElements
.
define
(
MyElement
.
is
,
 
MyElement
);

    
</
script
>

</
dom-module
>

```